# Periboeum atylodes
Periboeum atylodes är en skalbaggsart som beskrevs av Alfredo Salvador 1978. Periboeum atylodes ingår i släktet Periboeum och familjen långhorningar. Inga underarter finns listade i Catalogue of Life.